# مو (مسلسل)
مو (بالإنجليزية: MO) هو مسلسل دراما كوميدي أمريكي، من تأليف رامي يوسف ومو عامر، ومن بطولة محمد عامر وفرح بسيسو وتيريزا رويز. بث الموسم الأول على نتفليكس، في أغسطس 2022. والموسم الثاني والاخير بث في 30 يناير 2025.

## القصة
تدور أحداث المسلسل حول شخصية مو، الشاب المهاجر المسلم الفلسطيني العربي طالب اللجوء في الولايات المتحدة الأمريكية، وتبدأ أحداث المسلسل بخسارته لوظيفته بأحد محلات بيع الهواتف في هيوستن بولاية تكساس، بينما تنتظر أسرته لفترة طويلة الموافقة على طلب لجوءها المعلق منذ قدومها إلى الولايات المتحدة عبر الكويت إبان الغزو العراقي عام 1990.
ورغم عيشيه في الولايات المتحدة الأمريكية طيلة 30 عاماً، يظل مو، ابن الأسرة الفلسطينية المهاجرة، إلا أنه لم يحصل على تثبيت إقامته في البلاد بشكل قانوني، كما أنه معرض لكثير من المشكلات التي يحاول تجنب إثارتها، ويسعى لإعالة أسرته الصغيرة (والدته وشقيقه الأصغر) بكسب المال عبر طرق غير مشروعة، فيما يقع في حب فتاة مسيحية مهاجرة من المكسيك، وسط ممانعة من والدته المحافظة.

## الممثلون

### رئيسيون
- محمد عامر (مو)
- تيريزا رويز
- عمر إلبا
- فرح بسيسو
- شيرين دعيبس
- والت روبرتس
- كمال زايد
- لي إدي
- توبي نويجوي

### ضيوف
- بول وول
- بون بي
- باسم يوسف